# فطوطة
فطوطة، شخصية خيالية كوميدية قدمها الممثل الكوميدي سمير غانم من خلال الفوازير التي حملت نفس الاسم وعرضت خلال شهر رمضان في العام 1982 ميلادياً.

## الهيئة العامة للشخصية
هو قزم يرتدي بدلة خضراء وحذاء أصفر كبير، وله شعر كثيف، صممت ملابس الشخصية المصممة وداد عطية.

## الظهور
ظهر لأول مرة في الفوازير التي حملت اسم فوازير فطوطة، وعاد للظهور مرة أخرى بعد 3 سنوات في فوازير مختلفة بعنوان فطوطة حول العالم، وظهر مجدداً في مسلسل عام 1998، ثم أخيراً في مسلسل الرسوم المتحركة فطوطة وتيتا مظبوطة والذي عرض في رمضان 2010.